# Архиепархия Нанкина

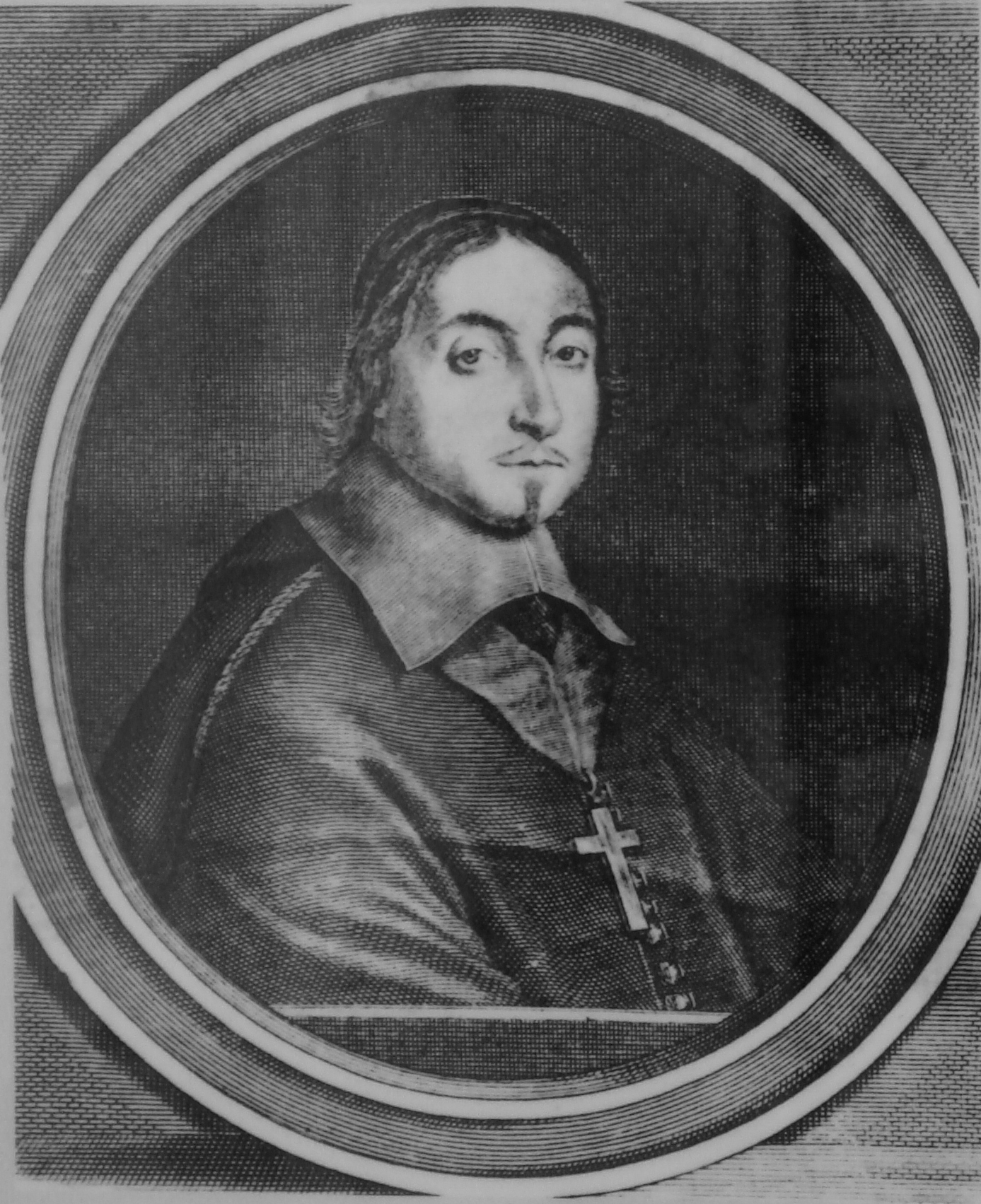
Первый епископ Нанкина Игнатий Котоленди

 Архиепархия Нанкина  (лат. Archidioecesis Nanchinensis) — архиепархия Римско-Католической церкви с центром в городе Нанкин, Китай. В митрополию Нанкина входят епархии Сучжоу, Сюйчжоу, Шанхая, Хаймэня. Кафедральным собором архиепархии Нанкина является церковь Непорочного Зачатия Пресвятой Девы Марии.

## История
В 1659 году Святой Престол учредил апостольский викариат Нанкина, выделив его из епархии Макао. Первым епископом Нанкина был назначен один из основателей Парижского общества заграничных миссий Игнатий Котоленди, который, отправившись после назначения из Парижа в Китай, умер по дороге в Индии. 
10 апреля 1690 года Римский папа Александр VIII издал буллу Romamus Pontifex, которой преобразовал апостольский викариат Нанкина в епархию. В этот же день епархия Нанкина передала часть своей территории в пользу новой епархии Пекина и вошла в митрополию Гоа.
15 октября 1696 года епархия Нанкина передала часть своей территории в пользу новых апостольских викаритов Чекианга (сегодня — Епархия Нинбо), Фокиена (сегодня — Архиепархия Фучжоу), Хукванга (сегодня — Архиепархия Ханькоу), Киангси (сегодня — Архиепархия Наньчана), Квейчжоу (сегодня — Архиепархия Гуйяна), Яньнаня (сегодня — Архиепархия Куньмина).
В 1844 году епархия Нанкина передала часть своей территории новому апостольскому викариату Хэнаня (сегодня — Епархия Наньяна).
21 января 1856 года ранг епархии Нанкина был снижен на более низкий уровень апостольского викариата Киангнаня. 
8 августа 1921 года апостольский викариат Киангнаня передал часть своей территории апостольскому викариату Аньхуэя (сегодня — Епархия Уху) и был переименован в апостольский викариат Киангсу. 1 мая 1922 года апостольский викариат Киангсу был переименован в апостольский викариат Нанкина.
В 1926, 1931 и 1933 годах апостольский викариат Нанкина передал часть своей территории в пользу возведения новых церковных структур апостольского викариата Хаймэня (сегодня — Епархия Хаймэня), апостольской префектуре Хучжоу (сегодня — Епархия Хучжоу) и апостольскому викариату Шанхая (сегодня — Епархия Шанхая).
11 апреля 1946 года Римский папа Пий XII издал буллу Quotidie Nos, которой возвёл апостольский викариат Нанкина в ранг архиепархии.

## Ординарии архиепархии
- епископ Игнатий Котоленди (20.09.1660 — 16.08.1662)
- епископ Gregory Luo Wen-zao (Lopez) (4.01.1674 — 27.02.1691)
- епископ Giovanni Francesco de Nicolais (1691 — 20.10.1696)
- епископ Alessandro Ciceri (25.01.1694 — 22.12.1703)
- епископ Antonio de Silva (1707 — ?)
- епископ António Paes Godinho (11.02.1718 — 11.02.1721)
- епископ Emmanuel de Jesus-Maria-Joseph (12.02.1721 — 6.07.1739)
- епископ Francesco de Santa Rosa de Viterbo (26.11.1742 — 21.03.1750)
- епископ Gottfried Xaver von Laimbeckhoven (15.03.1752 — 22.05.1787)
- епископ Eusebio Luciano Carvalho Gomes da Silva (14.12.1789 — 30.03.1790)
- епископ Cayetano Pires Pireira (20.08.1804 — 2.11.1838)
- епископ Lodovico Maria Besi (19.12.1839 — 9.07.1848) — апостольский администратор
- епископ Francesco Xavier Maresca (9.07.1848 — 2.11.1855)
- епископ André-Pierre Borgniet (24.04.1859 — 31.07.1862)
- епископ Adrien-Hyppolyte Languillat (9.12.1864 — 30.11.1878)
- епископ Valentin Garnier (21.01.1879 — 14.08.1898)
- епископ Jean-Baptiste Simon (7.01.1899 — 18.08.1899)
- епископ Próspero París (6.04.1900 — 13.05.1931)
- епископ Auguste Haouisée (13.05.1931 — 13.12.1933)
- кардинал Павел Юй Бинь (7.07.1936 — 16.08.1978)
- архиепископ Joseph Qian Huimin (июль 1981 — 20.05.1993)
- архиепископ Joseph Liu Yuanren (1993 — 20.04.2005)
- архиепископ Francis Xavier Lu Xinping (с 2005 — по настоящее время)

## Источник
- Annuario Pontificio, Libreria Editrice Vaticana, Città del Vaticano, 2003, ISBN 88-209-7422-3
- Булла Romanus Pontifex, Raffaele de Martinis, Iuris pontificii de propaganda fide. Pars prima, II, Romae 1889, стр. 122  (лат.)
- Булла Quotidie Nos Архивная копия от 27 марта 2010 на Wayback Machine, AAS 38 (1946), стр. 301  (лат.)